# Mongólia nos Jogos Olímpicos de Verão da Juventude de 2010
A Mongólia participou dos Jogos Olímpicos de Verão da Juventude de 2010 em Cingapura. Com uma delegação composta por onze atletas em sete esportes, os mongóis conquistaram duas medalhas, ambas de ouro.

## Medalhistas
| Medalha | Nome                   | Esporte             | Evento                   | Data         |
| ------- | ---------------------- | ------------------- | ------------------------ | ------------ |
| Ouro    | Battsetseg Baatarzorig | Luta                | Livre até 60 kg feminino | 16 de agosto |
| Ouro    | Erdenebold Ganbat      | Ginástica artística | Salto masculino          | 22 de agosto |

## Atletismo
| Evento          | Atleta                 | Qualificação | Qualificação | Final           | Final        |
| Evento          | Atleta                 | Resultado    | Posição      | Resultado       | Posição      |
| --------------- | ---------------------- | ------------ | ------------ | --------------- | ------------ |
| 400 m feminino  | Michidmaa Khatanbuuvei | 1:11.69      | 24º (5º q1)  | Desclassificada | -- (Final D) |
| 100 m masculino | Shijirbaatar Ganbold   | 11.57        | 23º (3º q1)  | 11.66           | 5º (Final C) |

## Boxe
| Evento            | Atleta         | Preliminares            | Disputa pelo 5º lugar  | Pos. final |
| ----------------- | -------------- | ----------------------- | ---------------------- | ---------- |
| Peso pena (57 kg) | Anand Dashdorj | AZE Elvin Isayev D 2-13 | CZE Jakub Chval V 12-6 | 5º         |

## Ginástica artística
| Atleta                   | Evento                       | Qualificação | Qualificação | Final por aparelhos | Final por aparelhos | Final individual geral | Final individual geral | Final individual geral | Final individual geral | Final individual geral | Final individual geral | Final individual geral | Final individual geral | Final individual geral | Final individual geral |
| Atleta                   | Evento                       | Result.      | Pos.         | Result.             | Pos.                | Barras assimétricas    | Trave                  | Solo                   | Salto                  | Cavalo com alças       | Argolas                | Barras paralelas       | Barra fixa             | Total                  | Pos.                   |
| ------------------------ | ---------------------------- | ------------ | ------------ | ------------------- | ------------------- | ---------------------- | ---------------------- | ---------------------- | ---------------------- | ---------------------- | ---------------------- | ---------------------- | ---------------------- | ---------------------- | ---------------------- |
| Erdenebold Ganbat        | Solo masculino               | 12.250       | 39º          | Não avançou         | Não avançou         |                        |                        |                        |                        |                        |                        |                        |                        |                        |                        |
| Erdenebold Ganbat        | Cavalo com alças masculino   | 11.850       | 30º          | Não avançou         | Não avançou         |                        |                        |                        |                        |                        |                        |                        |                        |                        |                        |
| Erdenebold Ganbat        | Argolas masculino            | 13.950       | 8º           | 13.975              | 5º                  |                        |                        |                        |                        |                        |                        |                        |                        |                        |                        |
| Erdenebold Ganbat        | Salto masculino              | 15.450       | 13º          | 15.662              | Medalha de ouro     |                        |                        |                        |                        |                        |                        |                        |                        |                        |                        |
| Erdenebold Ganbat        | Barras paralelas masculino   | 12.050       | 33º          | Não avançou         | Não avançou         |                        |                        |                        |                        |                        |                        |                        |                        |                        |                        |
| Erdenebold Ganbat        | Barra fixa masculino         | 9.750        | 41º          | Não avançou         | Não avançou         |                        |                        |                        |                        |                        |                        |                        |                        |                        |                        |
| Erdenebold Ganbat        | Individual geral masculino   | 75.300       | 37º          |                     |                     |                        |                        | Não avançou            | Não avançou            | Não avançou            | Não avançou            | Não avançou            | Não avançou            | Não avançou            | Não avançou            |
| Soyolsaikhan Batnaataryn | Salto feminino               | 11.600       | 42º          | Não avançou         | Não avançou         |                        |                        |                        |                        |                        |                        |                        |                        |                        |                        |
| Soyolsaikhan Batnaataryn | Barras assimétricas feminino | 9.450        | 37º          | Não avançou         | Não avançou         |                        |                        |                        |                        |                        |                        |                        |                        |                        |                        |
| Soyolsaikhan Batnaataryn | Trave feminino               | 10.250       | 39º          | Não avançou         | Não avançou         |                        |                        |                        |                        |                        |                        |                        |                        |                        |                        |
| Soyolsaikhan Batnaataryn | Solo feminino                | 10.750       | 38º          | Não avançou         | Não avançou         |                        |                        |                        |                        |                        |                        |                        |                        |                        |                        |
| Soyolsaikhan Batnaataryn | Individual geral feminino    | 42.050       | 37º          |                     |                     | Não avançou            | Não avançou            | Não avançou            | Não avançou            |                        |                        |                        |                        | Não avançou            | Não avançou            |

## Judô
| Evento              | Atleta             | 1ª rodada    | 2ª rodada                    | 3ª rodada                | Semifinais                   | Disputa pelo bronze A  | Pos. final |
| ------------------- | ------------------ | ------------ | ---------------------------- | ------------------------ | ---------------------------- | ---------------------- | ---------- |
| Até 66 kg masculino | Dulguun Otgonbayar | Sem oponente | LIE Patrick Marxer V 102-000 | ROU Ioan Visan V 001-000 | PRK Song Chol Hyon D 000-100 | DEN Phuc Cai D 001-100 | 5º         |

| Evento         | Atleta                                                  | 1ª rodada    | 2ª rodada              | Semifinais              | Final                  | Pos. final       |
| -------------- | ------------------------------------------------------- | ------------ | ---------------------- | ----------------------- | ---------------------- | ---------------- |
| Equipes mistas | Dulguun Otgonbayar (como integrante da equipe Belgrado) | Sem oponente | ZZX Equipe Osaka V 4-4 | ZZX Equipe Tóquio V 5-3 | ZZX Equipe Essen D 1-6 | Medalha de prata |

## Lutas
| Evento                   | Atleta                 | Preliminares         | Preliminares             | Preliminares                | Preliminares       | Preliminares                | Preliminares | Final                  | Pos. final |
| Evento                   | Atleta                 | 1ª rodada            | 2ª rodada                | 3ª rodada                   | 4ª rodada          | 5ª rodada                   | Pos.         | Oponente Resultado     | Pos. final |
| Evento                   | Atleta                 | Oponente Resultado   | Oponente Resultado       | Oponente Resultado          | Oponente Resultado | Oponente Resultado          | Pos.         | Oponente Resultado     | Pos. final |
| ------------------------ | ---------------------- | -------------------- | ------------------------ | --------------------------- | ------------------ | --------------------------- | ------------ | ---------------------- | ---------- |
| Livre até 60 kg feminino | Battsetseg Baatarzorig | NZL Tayla Ford V 3-0 | GUI Aminata Souare V 4-0 | RUS Svetlana Lipatova V 3-1 | Folga              | NGR Christiana Victor V 3-1 | 1º           | IND Pooja Dhanda V 3-1 | [ 7 ]      |

| Evento                     | Atleta            | Preliminares                | Preliminares                    | Preliminares                | Preliminares | Disputa pelo 5º lugar   | Pos. final |
| Evento                     | Atleta            | 1ª rodada                   | 2ª rodada                       | 3ª rodada                   | Pos.         | Oponente Resultado      | Pos. final |
| Evento                     | Atleta            | Oponente Resultado          | Oponente Resultado              | Oponente Resultado          | Pos.         | Oponente Resultado      | Pos. final |
| -------------------------- | ----------------- | --------------------------- | ------------------------------- | --------------------------- | ------------ | ----------------------- | ---------- |
| Livre até 100 kg masculino | Oyunbold Enkhtugs | AZE Ali Magomedabirov D 1-3 | ASA Manuolefoaga Sualevai V 4-0 | GEO Geno Petriashvili D 1-3 | 3º           | CAN Parmvir Dhesi V 3-1 | 5º         |

## Natação
| Evento                   | Atleta                | Qualificação    | Qualificação | Semifinais  | Semifinais  | Final       | Final       |
| Evento                   | Atleta                | Resultado       | Posição      | Resultado   | Posição     | Resultado   | Posição     |
| ------------------------ | --------------------- | --------------- | ------------ | ----------- | ----------- | ----------- | ----------- |
| 50 m borboleta feminino  | Surennyam Erdenebileg | 36.12           | 23º (8º q2)  | Não avançou | Não avançou | Não avançou | Não avançou |
| 100 m borboleta feminino | Surennyam Erdenebileg | Desclassificada | -- (-- q2)   | Não avançou | Não avançou | Não avançou | Não avançou |
| 50 m livre masculino     | Ulziibadrakh Gantulga | 26.82           | 37º (3º q2)  | Não avançou | Não avançou | Não avançou | Não avançou |
| 100 m livre masculino    | Ulziibadrakh Gantulga | 59.35           | 48º (2º q1)  | Não avançou | Não avançou | Não avançou | Não avançou |

## Triatlo
| Evento              | Triatleta                                                   | Natação | Transição 1 | Ciclismo | Transição 2 | Corrida | Tempo total | Pos. |
| ------------------- | ----------------------------------------------------------- | ------- | ----------- | -------- | ----------- | ------- | ----------- | ---- |
| Individual feminino | Enkhjargal Tuvshinjargal                                    | 10:35   | 0:38        | 38:11    | 0:36        | 24:22   | 1:14:22.78  | 28º  |
| Revezamento misto   | Enkhjargal Tuvshinjargal (como integrante da equipe Ásia 3) |         |             |          |             |         | 1:34:28.69  | 15º  |